# Torre Pontina
La Torre Pontina è uno dei grattacieli di Latina, inserito all'interno del Centro Direzionale della città pontina. Nelle classifiche è considerato il nono o l'undicesimo grattacielo più alto d'Italia: nono se si considera l'antenna di 23 metri, undicesimo per la sola struttura. Attualmente è il grattacielo più alto del Lazio con i suoi 128m senza antenna e 151m con antenna.

## Struttura
La struttura a Latina è unica nel suo genere. All'interno della città, infatti, non vi sono grattacieli o edifici alti quanto la Torre Pontina. Vicino al centro direzionale della città, zona in cui sorge la torre, si sta sviluppando, già dagli anni '90, un'area densa di strutture moderne.
La torre prevede dal piano strada al piano 2 locali commerciali, direzionali, tecnici e di servizio; dal piano 3 fino al piano 37 si compone di 348 unità immobiliari, 108 delle quali sono residenziali (per metà torre e fino al piano 20) mentre i restanti 240 sono ad uso uffici (108 fino al piano 20 mentre 132 occupano interamente i piani superiori). La dimensione delle unità può variare da 50 a 80 m².
La torre poggia su 2 piani interrati adibiti a garage, è servita da 6 ascensori e tutti i locali usufruiscono delle tecniche di isolamento acustico-climatico e di climatizzazione più all'avanguardia.

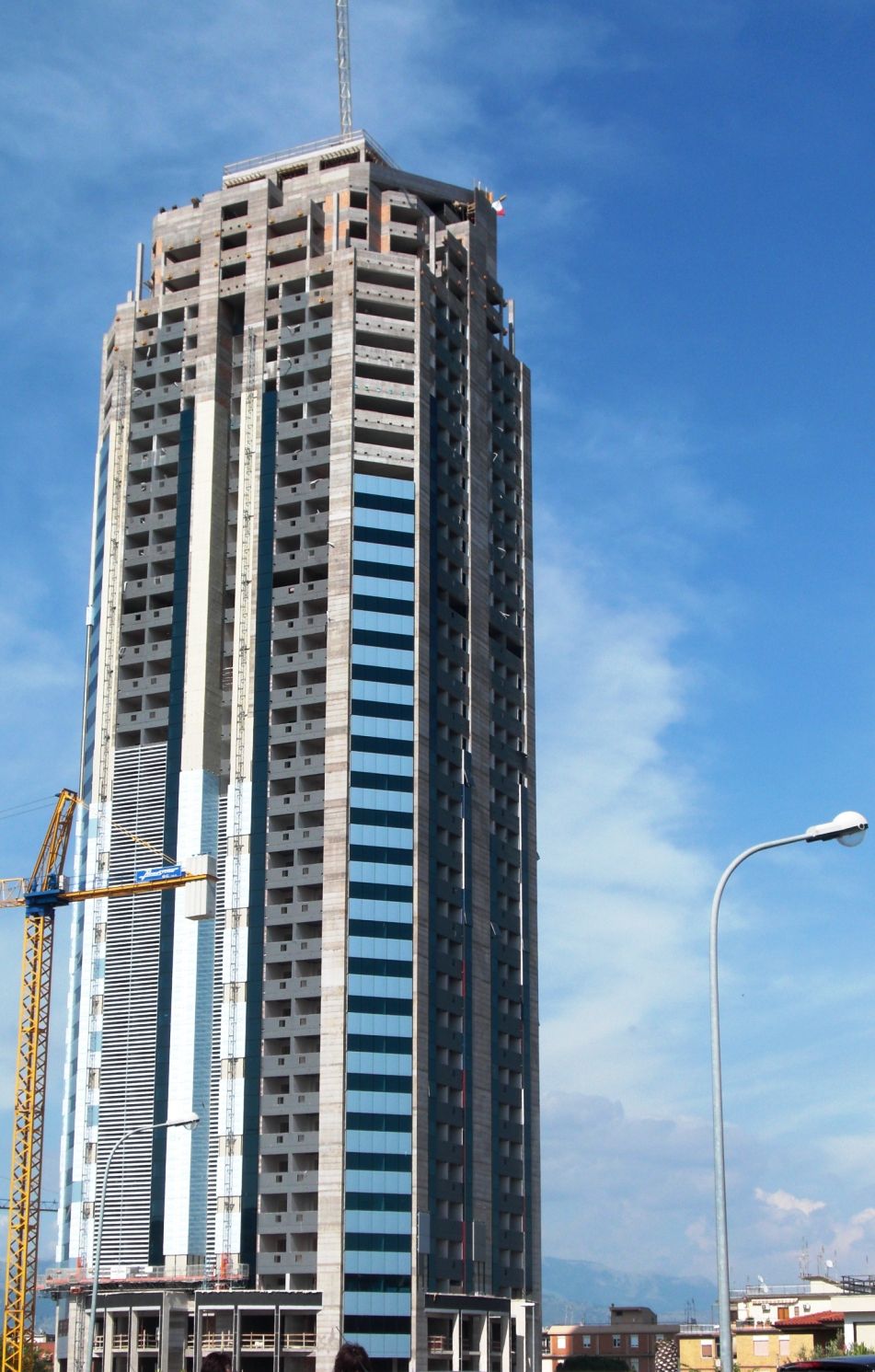
La torre in costruzione

Di notte si accendono decine di luci blu disposte in file verticali che salgono dalla base sino alla punta dell'antenna che creano un effetto ottico e permettono di scorgere il profilo della struttura anche a grandi distanze.

## Storia
I lavori di costruzione sono partiti nel 2007 quando sono stati effettuati i primi 2 scavi: quello dell'intera area del cantiere e lo scavo più piccolo che comprende l'area della torre. Le fondamenta sono formate da 136 pali di ferro conficcati per 40 metri nel terreno. Su di essi poggia la platea di 40×40 metri.
Piano dopo piano si completa la struttura portante della torre, dopo di che si procede alla posa delle coperture in vetro, all'antenna e agli ultimi dettagli, quali il completamento della zona alla base della torre, dei garage sotterranei del parcheggio e delle strade che corrono accanto alla struttura.
Nel 2021, l'utilizzo delle autorimesse sotterranee è stato sospeso dai Vigili del Fuoco, che hanno riscontrato "la carenza dei requisiti e dei presupposti per l’esercizio dell’attività, previsti dalla normativa di Prevenzione Incendi". Successivamente poi tornate disponibili.

## Caratteristiche
Raggiunge l'altezza di 128 metri (151 se si considera anche l'antenna di 23 metri sulla cima). Realizzato con capitale completamente privato, s'innalza per 37 piani e poggia su due piani interrati. 
Il progetto architettonico della Torre è dell'architetto Lodovico Risoli, mentre il progetto delle strutture in elevazione è stato redatto dagli ingegneri Massimo Guerrini e Luciano Gioacchini della SBG & Partners di Roma.